# Ordenamento do território
O ordenamento do território ou ordenamento territorial, também chamado de planejamento do território ou planejamento territorial, é a gestão da interacção do ser humano com o espaço natural. Consiste no planeamento das ocupações, no potencial do aproveitamento das infraestruturas existentes e no assegurar da preservação de recursos limitados.
Os sistemas de ordenamento e planejamento espacial se referem a  métodos e abordagens utilizadas pelo setor público e privado para influenciar a distribuição de pessoas e atividades em espaços de várias escalas. O planejamento espacial é sinônimo das práticas de planejamento urbano nos Estados Unidos, mas em escala maior e o termo é freqüentemente usado em referência aos esforços de planejamento nos países europeus. Disciplinas profissionais discretas que envolvem o planejamento espacial incluem uso do solo, planejamento regional, planejamento de transporte [en] e planejamento ambiental.

## Planejamento

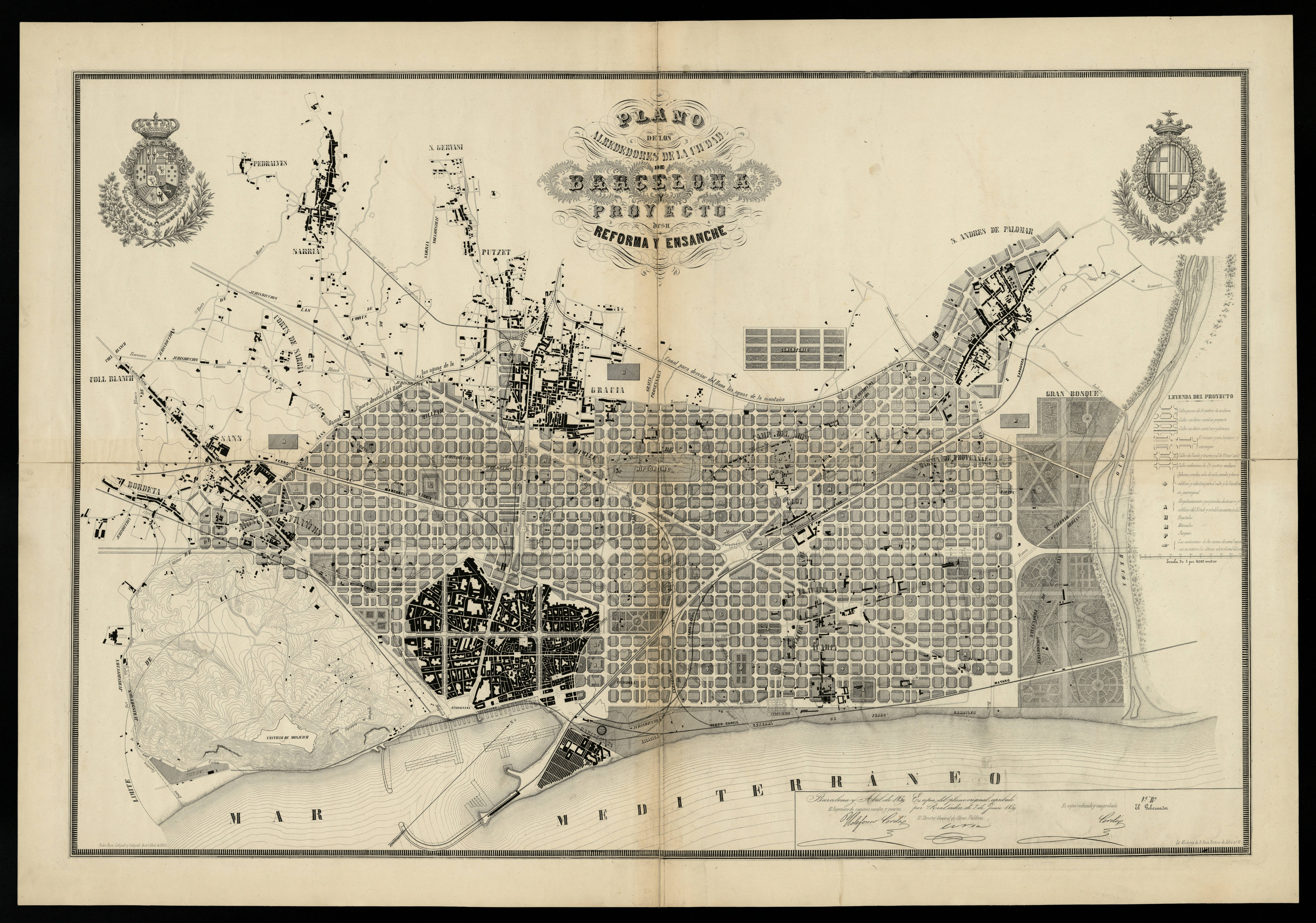
Antigo plano de construção em Barcelona, Espanha.

Os diferentes planos, para serem eficazes, têm que ser enquadráveis a diversas escalas de análise, dependendo a efectividade de todos eles da coerência dos restantes. Um plano nacional de ordenamento do território tem de se basear na lógica dos planos das diferentes regiões; estes, por sua vez, têm por base planos municipais que definem o uso dos solos e estabelecem princípios para a gestão das cidades e das aldeias do local; os aglomerados deverão ser organizados por planos operativos que regulem e ordenem a sua estrutura construída, os seus edifícios, e que definam coerências para a localização das diferentes funções que neles coexistem – a indústria, o comércio, a habitação ou a agricultura. São os Planos de Urbanização, os de Pormenor ou de Salvaguarda que, e mais uma vez a escalas diversas, delimitam e desenham as malhas que estruturam e definem a urbe.
O planeamento tem que ser pensado compreendendo a estrutura das ocupações humanas: a sua diversidade, as suas inter-relações e interacções e a complexidade das razões que justificam cada uma delas. São diversos os tipos de ocupação do homem no território; são diferentes os usos impostos ao solo. São variados os aglomerados humanos resultantes, diferentes em dimensão e em características, justificando-se e sendo ao mesmo tempo razão das utilizações que se estabelecem no território. Funções como a agricultura ou a indústria, o comércio ou os serviços encontram no tipo de aglomerado os argumentos para o seu estabelecimento, moldando e transformando a forma destes, estabelecendo relações de cumplicidade. São modos de ocupar o território, distintos nos seus conceitos e finalidades, que se complementam, sustentando a colonização humana. Os aglomerados humanos, sendo todos eles diversos e complexos nas suas razões, relacionam-se e justificam entre si a forma que o homem encontrou para se estabelecer, ocupar e usar os recursos da natureza.
É necessário compreender que uma vila não é uma cidade em ponto pequeno, assim como uma aldeia não é somente um pequeno aglomerado, mas sim um povoamento do espaço com um tipo de vivência próprio que o caracteriza e justifica. As diferenças entre a urbanidade e a ruralidade advêm de culturas diversas, de razões completamente dissemelhantes de ocupar e usar o território, de onde resultam formas de vida singulares.

### Cidade

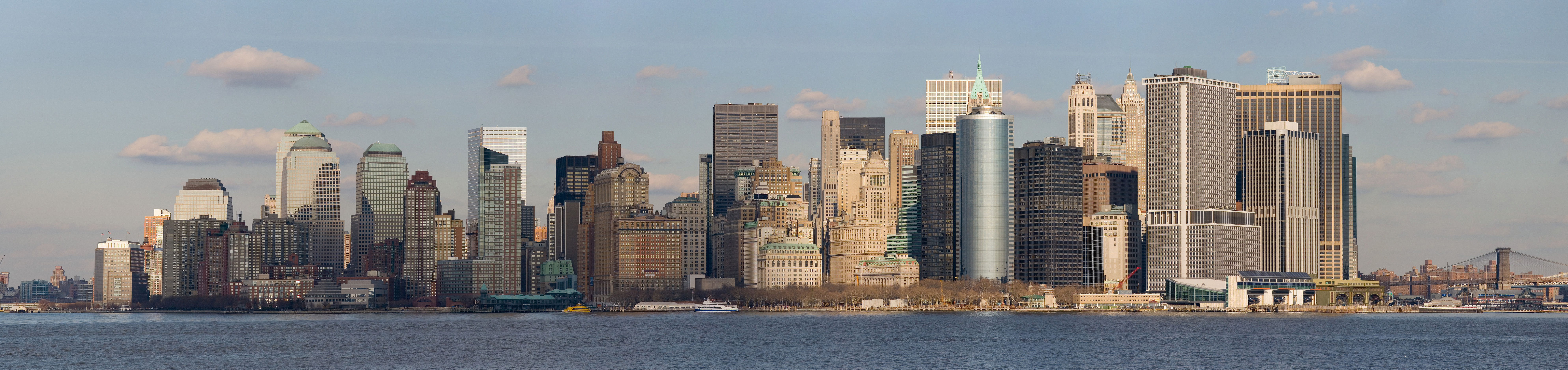
Panorama da Lower Manhattan, a região sul de Manhattan, e o maior dos três centros financeiros da cidade.

A estrutura de uma cidade justifica-se pelas actividades que nela ocorrem, pela sua forma, pela maneira como se organizam e se estabelecem. Numa urbe gerem-se funções com características próprias: habitação, numa larga escala, inter-relacionada com o comércio e com os serviços; indústrias articuladas com a cidade. A malha urbana é o reflexo dessa forma de organizar o espaço: grandes vias de circulação, que ligam os lugares e que relacionam as diferentes funções, articuladas com locais de estar, praças e pracetas que sustentam uma vivência de lazer; bairros, prédios e quarteirões que organizam a lógica da habitação na estrutura; elementos que definem um desenho característico de que resulta, consequentemente, uma forma de ocupar o território e de organizar os usos do solo.

### Aldeia

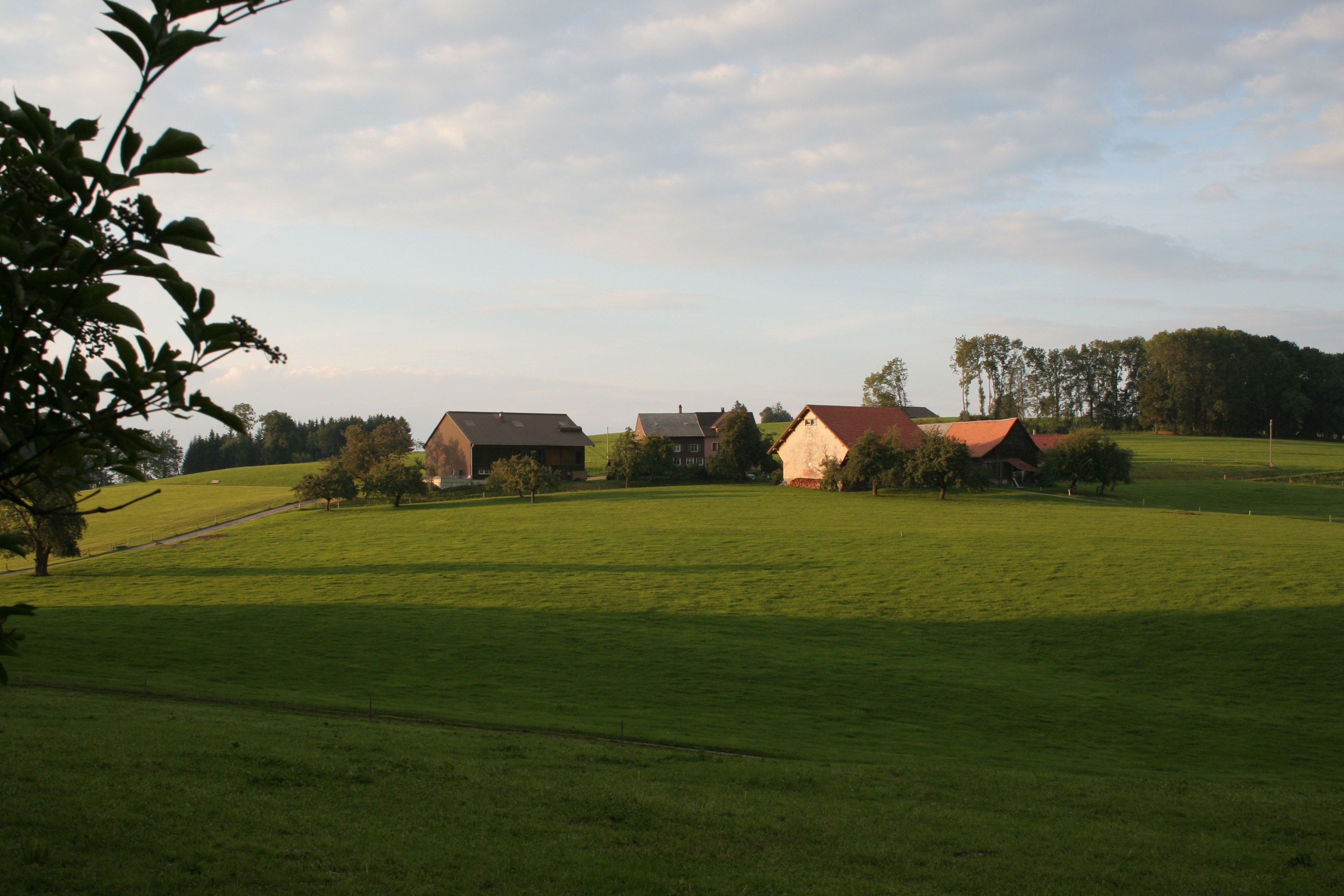
Aldeia de Waldkirch, na Alemanha.

As aldeias definem-se a uma escala diferente. Menores em dimensão e em concentração, regulam-se por uma maior proximidade da natureza da qual dependem. A agricultura é, geralmente, a base económica que fundamenta a forma do aglomerado, não se articulando no meio rural as forças complexas que determinam a estrutura urbana. A habitação dispersa-se, sendo naturalmente constituída por casas isoladas, unifamiliares, com terreno sobrante, e por pátios e quintais que são utilizados como complemento à actividade agrícola de maior escala. Dificilmente se pode falar de uma malha rural, as aldeias são definidas pela articulação de eixos mais ou menos numerosos e complexos que correspondem aos espaços definidos pelos limites das propriedades particulares.

## UrbanismoversusRuralismo
Estas diferentes formas de estruturar a ocupação do espaço resultam de utilizações e de princípios diversos de agir no território. São vivências e maneiras de fazer características e singulares. A urbanidade está profunda e sistematicamente estudada. Das formas construídas à estrutura urbana, da economia aos aspectos sociais, as cidades foram analisadas nas suas razões, princípios e vivências.